# Thecla desdemona
Thecla desdemona är en fjärilsart som beskrevs av William Chapman Hewitson 1867. Thecla desdemona ingår i släktet Thecla och familjen juvelvingar. Inga underarter finns listade i Catalogue of Life.